# لاما (لاعب كرة قدم مواليد 1985)
لاما (بالبرتغالية: Otshudi Lamá‏) هو لاعب كرة قدم موزمبيقي في مركز حراسة المرمى، ولد في 15 يناير 1985 في موزمبيق. شارك مع منتخب موزمبيق لكرة القدم. أما مع النوادي، فقد لعب مع دي سي كوستا دو سول وليغا موكولمانا مابوتو ونادي أتلتيكو فيروفياريو.

## وصلات خارجية
- لاما (لاعب كرة قدم مواليد 1985) على موقع قاعدة بيانات كرة القدم.إي يو (الإنجليزية)
- لاما (لاعب كرة قدم مواليد 1985) على موقع ناشيونال فوتبول تيمز (الإنجليزية)